# Boyon (rivière)
Pour les articles homonymes, voir Boyon.

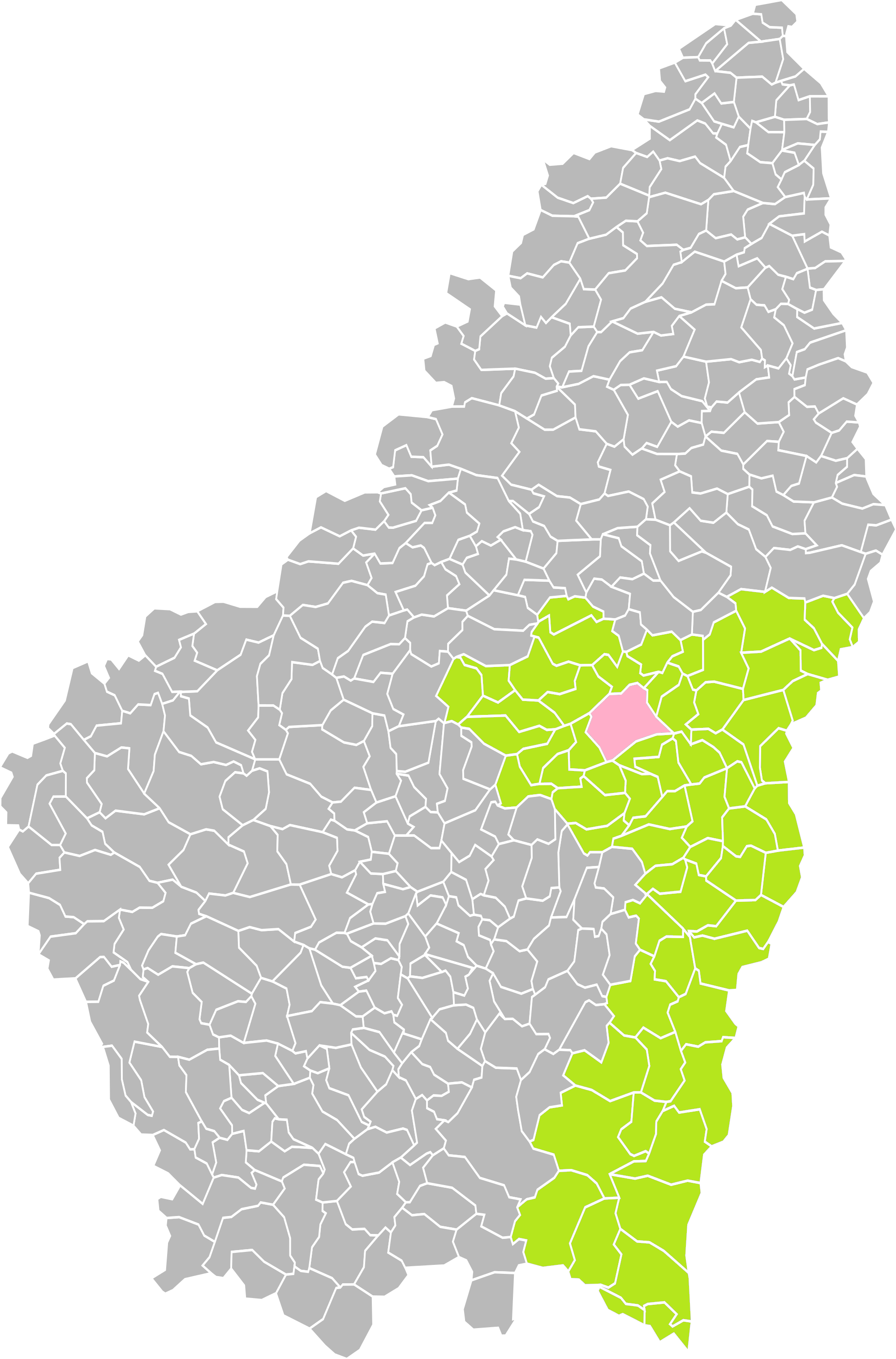
La rivière Boyon passe par cette commune(Pranles).

Le Boyon est un ruisseau du département de l'Ardèche dans la région Auvergne-Rhône-Alpes et un affluent de l'Eyrieux, c'est-à-dire un sous-affluent du Rhône.

## Géographie
D'une longueur de 18,1 kilomètres, le Boyon prend sa source près du lieu-dit Beaumas, à 761 mètres d'altitude sur la commune de Pranles.
Il conflue près du lieu-dit les Menets, sur la commune de Saint-Fortunat-sur-Eyrieux, à l'altitude 125 mètres, juste après être passé sous le sentier de grande randonnée GR 427.

## Communes et cantons traversés

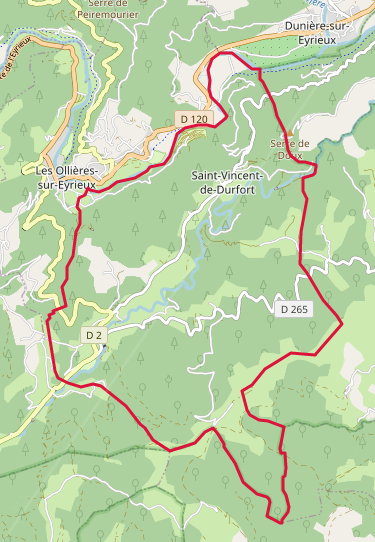
La rivière Boyon passe par cette commune(Saint-Vincent-de-Durfort).

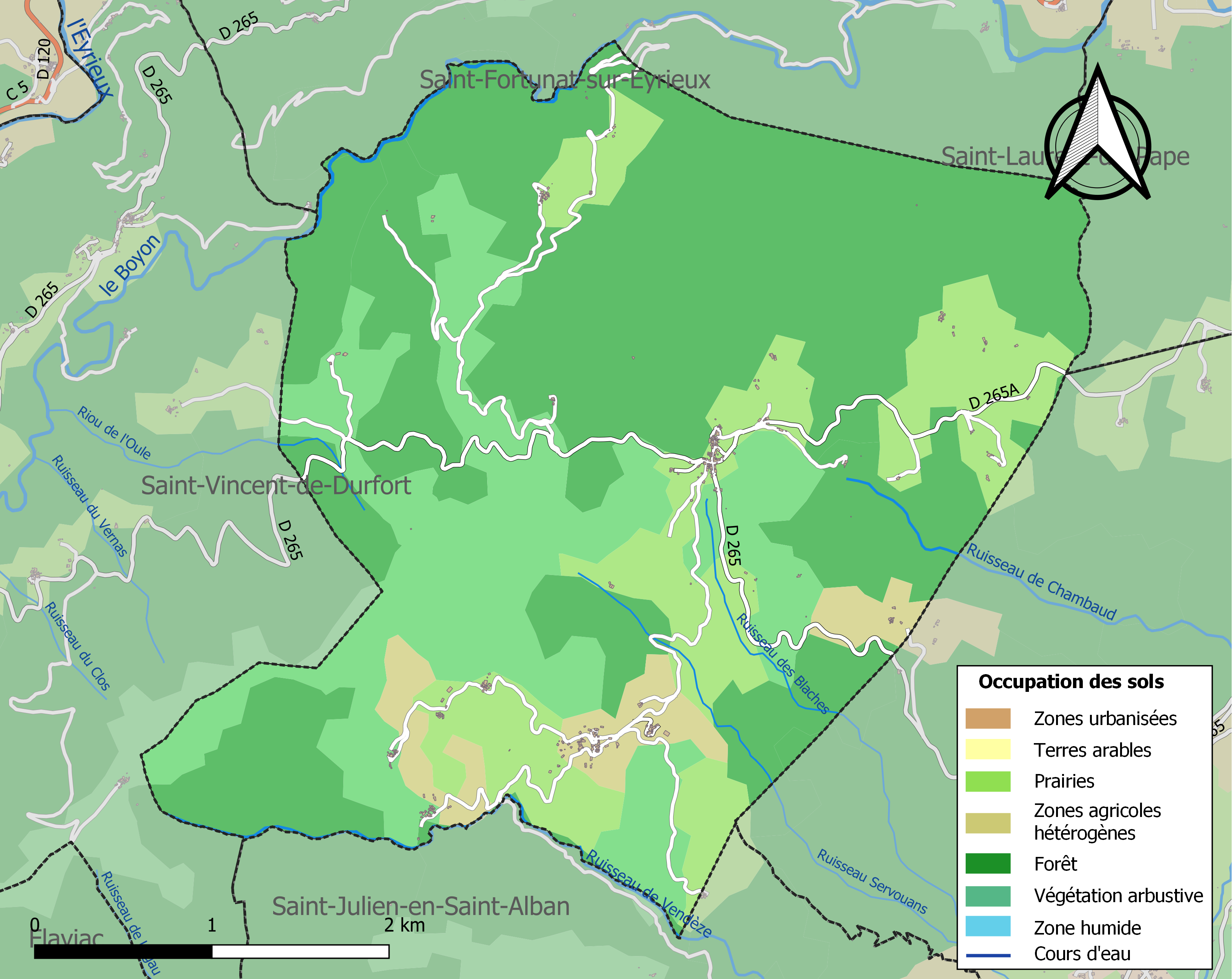
La rivière Boyon passe par cette commune(Saint-Cierge-la-Serre).

Dans le seul département de l'Ardèche, le Boyon traverse les quatre communes suivantes, dans deux cantons, dans le sens amont vers aval, de Pranles (source), Saint-Vincent-de-Durfort, Saint-Cierge-la-Serre, Saint-Fortunat-sur-Eyrieux (confluence).
Soit en termes de cantons, le Boyon prend source dans le canton de Privas, et conflue dans le canton de La Voulte-sur-Rhône.

## Affluents
Le Boyon a cinq affluents référencés sans sous-affluents :
- le ruisseau du Vernery (rg) 2,3 km, sur la seule commune de Pranles ;
- le ruisseau du Beaumas (rd) 1,8 km, sur les deux communes de Lyas et Pranles ;
- le ruisseau du Clos (rd) 1,3 km, sur la seule commune de Saint-Vincent-de-Durfort ;
- le ruisseau du Vernas (rd) 1,5 km, sur la seule commune de Saint-Vincent-de-Durfort ;
- le riou de l'Oule (rd) 2,2 km, sur les deux communes de Saint-Cierge-la-Serre et Saint-Vincent-de-Durfort.

Donc le rang de Strahler est de deux.